# Bleu charrette

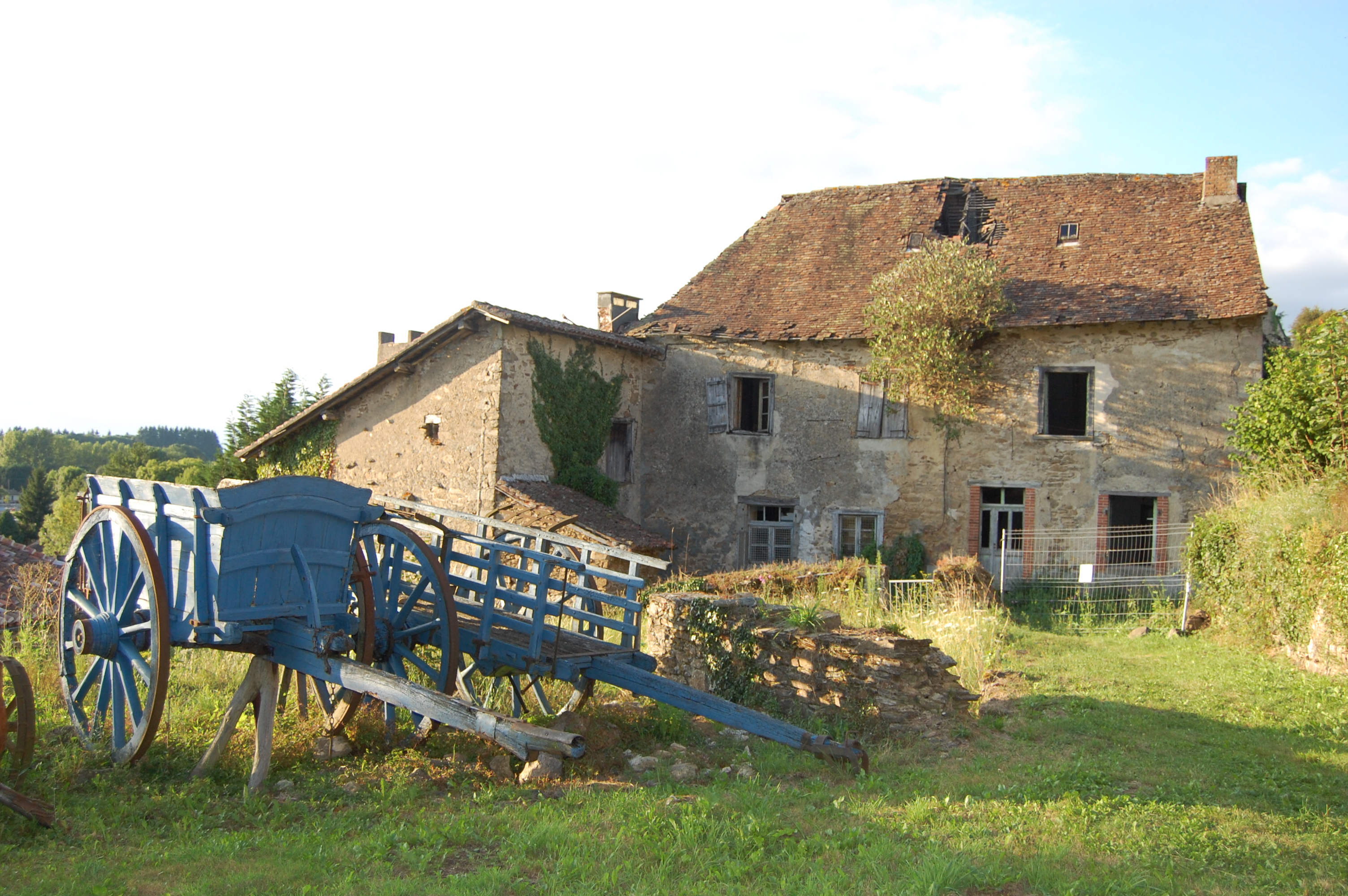
Charrettes à Châlus (Haute-Vienne).

Le bleu charrette est une nuance incertaine de bleu, qui correspond à une couleur utilisée autrefois dans certaines régions pour peindre des charrettes.
Selon certains, la peinture est à base de pigment bleu charron, c'est un mélange de bleu de Prusse et de sulfate de baryte, dont la toxicité assure une certaine protection contre les insectes. Cette couleur serait toujours utilisée pour peindre les contrevents en bois dans certaines régions, comme sur l'île de Ré[réf. souhaitée].
Selon d'autres fabricants, la peinture aurait été auparavant fabriquée avec des résidus de teinture de guède (pastel des teinturiers) qui contiendrait un composant qui agit comme répulsif contre les insectes.
Depuis la publication en 1980 du récit autobiographique La Charrette bleue, de l'écrivain français René Barjavel, de nombreuses communes de France ont utilisé des charrettes peintes en bleu de façon décorative (entrée de village, rond-point…). La couleur utilisée ne respecte pas toujours la teinte véritable. Dans plusieurs cas, on utilise de la bouillie bordelaise à base de sulfate de cuivre[réf. souhaitée].

## Galerie

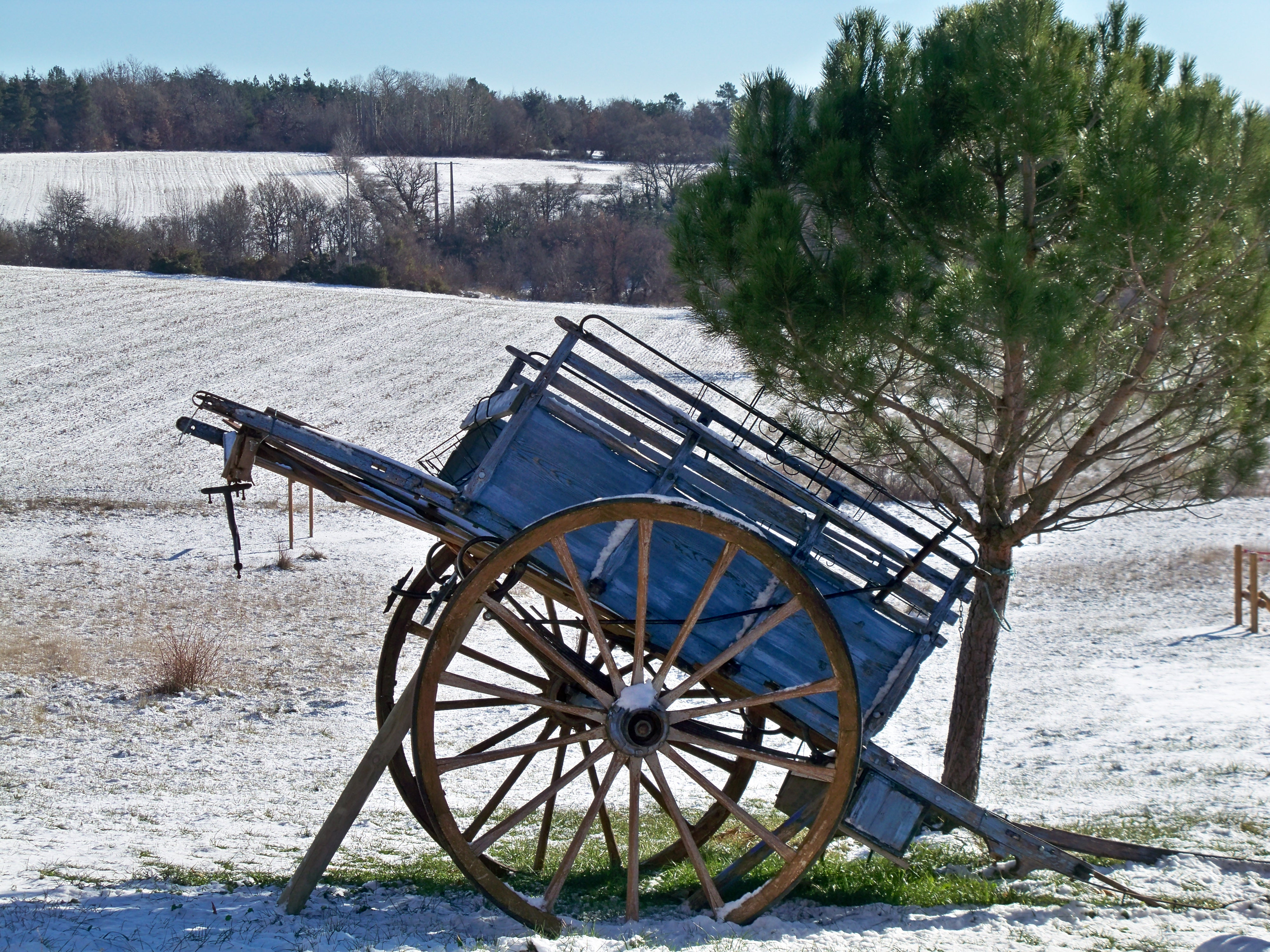
Charrette à Saint-Trinit (Vaucluse).